# Jan Świąć
Jan Świąć (ur. 29 listopada 1929, zm. 13 maja 1996 w Warszawie) – satyryk, autor piosenek i monologów, konferansjer, aktor, z zawodu inżynier architekt.

## Życiorys
Po ukończeniu Gimnazjum im. Henryka Sienkiewicza w Częstochowie studiował architekturę na Politechnice Warszawskiej, gdzie otrzymał tytuł inżyniera architekta. 
W czasie studiów był jednym z głównych założycieli kabaretu architektów „Pineska” (1954?-1959), W którym występowały m.in.: Rena Rolska, Halina Kunicka, Maria Koterbska i wiele innych sław polskiej estrady. Aktor w kabarecie Wagabunda, który występował również dla Polonii w Stanach Zjednoczonych, Kanadzie, Izraelu. Wieloletni kierownik artystyczny i konferansjer zespołu Czerwone Gitary i towarzyszący im w wielu występach krajowych i zagranicznych. Konferansjer i parodysta w popularnym kabarecie „Zgaduj Zgadula”. Napisał scenariusz i wyreżyserował kabaret satyryczny „DNO”, którego pierwsze przedstawienia odbyły się w kawiarni MDM w Warszawie, a którego dalsze występy przerwał stan wojenny. Autorowi przedstawienia towarzyszyli na scenie: Lidia Stanisławska, Barbara Marszelówna, Maciej Damięcki, Roman Frankl, Włodzimierz Press oraz muzyk Juliusz Śliwak.
Autor popularnych piosenek, m.in. Powiedz stary gdzieś ty był (wspólnie z Januszem Kondratowiczem, muzyka Krzysztof Klenczon), Wróćmy na jeziora (muzyka Krzysztof Klenczon). Zagrał rolę konferansjera w 13. odcinku popularnego serialu telewizyjnego Wojna domowa.